# Neomochtherus genialis
Neomochtherus genialis är en tvåvingeart som beskrevs av Tsacas 1969. Neomochtherus genialis ingår i släktet Neomochtherus och familjen rovflugor.
Artens utbredningsområde är Malawi. Inga underarter finns listade i Catalogue of Life.